# Abracadabrella birdsville
Abracadabrella birdsville là một loài nhện trong họ Salticidae. Loài này được phát hiện ở Queensland.